# Lakeside City
Lakeside City est une petite ville située au nord du comté d'Archer, le long de la rive sud du lac Wichita (en), au Texas, aux États-Unis,. Elle est incorporée en 1963.

## Démographie
Lors du recensement de 2010, la ville comptait une population de 997 habitants. Elle est estimée, le 1er juillet 2019, à 931 habitants.